# Hélène van Zuylen
Hélène van Zuylen van Nijevelt van de Haar o Hélène de Zuylen de Nyevelt de Haar, nascuda de Rothschild (París, 21 d'agost de 1863 – Lisboa, 17 d'octubre de 1947), va ser una socialité, escriptora i esportista francesa pionera en la pràctica de l'automobilisme incipient, personalitat destacada en la vida parisenca i membre de la prominent família de banquers Rothschild.
Va usar el pseudònim Snail per a les competicions automobilístiques. En les col·laboracions literàries va fer servir de vegades el nom de ploma Paule Riversdale.

## Biografia
Hélène Betty Louise Caroline de Rothschild era filla de Salomon James de Rothschild i Adèle Rothschild. Va créixer a l'Hôtel Salomon de Rothschild, situat en el número 11 del carrer Berryer, districte vuitè, en ple cor de París, prop del Faubourg Saint-Honoré. El seu pare va morir molt aviat, quan ella tenia un any, i va ser educada per una mare força estricta.

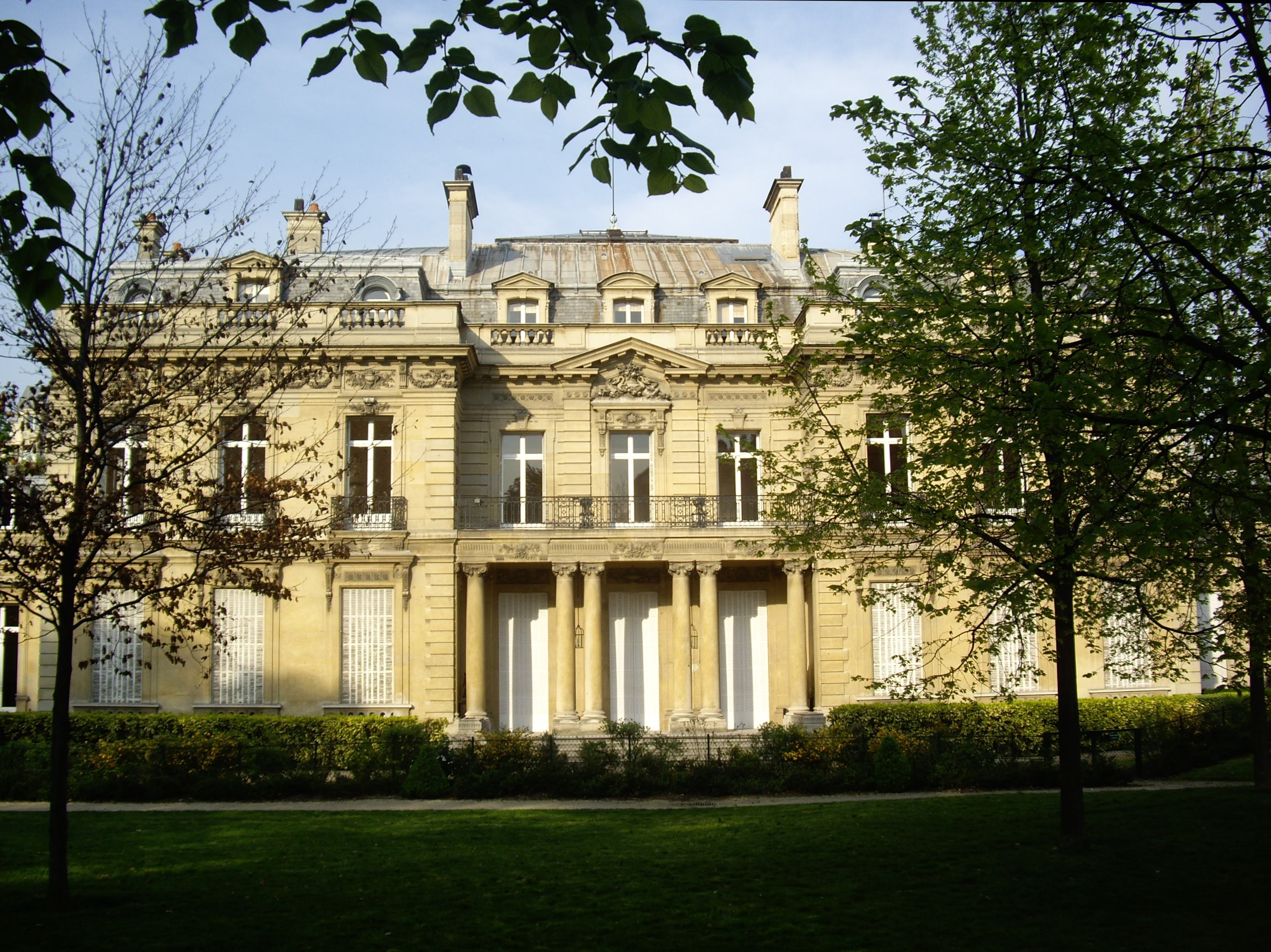
Hôtel Salomon de Rothschild, la llar de Hélène de Rothschild durant la seva infantesa

El 16 d'agost de 1887 Hélène es va casar amb el baró Etienne van Zuylen, de la vella família holandesa Van Zuylen van Nievelt, que va ser durant un temps president de l'Automobile Club de France (A.C.F.). Va tenir dos fills, un dels quals, el baró Egmont van Zuylen van Nyevelt va ser diplomàtic i home de negocis i pare de la socialité parisenca Marie-Hélène de Rothschild.
Hélène van Zuylen va ser desheretada per haver-se casat fora de la fe jueva, amb un catòlic, i per això la seva mare va llegar la llar de la seva infantesa, l'Hotel Salomon de Rothschild, al govern francès.
El 1902 Zuylen va conèixer Renée Vivien, a la qual va proporcionar el suport i estabilitat emocional que aquesta necessitava. La posició social de Zuylen no va permetre que la relació fos pública, però ella i Vivien van viatjar sovint i van continuar la seva relació al llarg d'uns quants anys. En les seves cartes al seu confident, el periodista francès Jean Charles-Brun, Vivien es considerava a si mateixa com l'esposa de la baronessa. Encara que van publicar obres elaborades conjuntament, la veritable autoria és incerta i es pensa que van ser escrites completament per Vivien, incloent alguns llibres publicats sota el nom de Zuylen. Moltes de les obres de Vivien van ser dedicades a "H.L.C.B.", les inicials dels primers noms de Zuylen (Hélène Betty Louise Caroline de Rothschild).
Hélène de Zuylen de Nyevelt de Haar va instaurar el 1935 el Prix Renée Vivien, un premi anual que s'atorga a poetes en francès. La concessió i mecenatge del premi va passar a ser sufragat a partir de 1949 per altres mecenes i actualment depèn de l'Acadèmie Renée Vivien.

## Automobilisme
Juntament amb Camille du Gast i Anne de Rochechouart de Mortemart, Hélène van Zuylen va formar part del trio de franceses pioneres en l'automobilisme de la Belle Époque. Va participar en la prova París–Amsterdam–París de 1898 usant el pseudònim de Snail (en anglès, caragol); va acabar la carrera amb èxit, i es convertia així en la primera dona a competir en una prova internacional d'automobilisme. La cursa es va córrer del 7 al 13 de juliol en un recorregut de 1.431 km; el primer classificat hi va esmerçar un temps de 33 hores, 4 minuts i 34 segons.
El 1901 van Zuylen va competir en la carrera París-Berlín, però va haver d'abandonar-la per problemes tècnics. L'altra dona participant entre els 122 inscrits era Camille du Gast, que va completar la carrera.

## El Castell de Haar

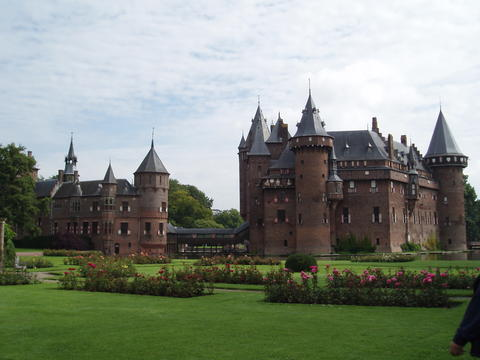
Castell de Haar

En casar-se amb el baró Etienne van Zuylen, el castell de Haar, localitzat prop de Haarzuilens, a la província d'Utrecht, a Holanda, es va convertir en la seva residència oficial. El castell pertanyia originalment a la família Haar i havia passat a la família Van Zuylen el 1440, quan l'últim Haar va morir sense hereus. El castell va caure en desús i abandó fins que la baronessa va usar els diners de la família Rothschild i la seva dedicació exhaustiva per a reconstruir-lo completament en un estil neogòtic. Els edificis actuals, exceptuant la capella, daten de 1892 i són obra de l'arquitecte holandès P. J. H. Cuypers. El castell és actualment un dels castells gòtics més destacats d'Holanda.

## Obra i trajectòria com a escriptora
El seu període creatiu més important com a escriptora va ser de 1902 a 1907; va escriure poemes, contes, novel·les i tres peces de teatre; part d'aquesta obra en col·laboració amb Renée Vivien.

### Obres publicades sota el nom dePaule Riversdale
- 1903 – Échos et Reflets (Ressons i reflexos) – poesia
- 1903 – Vers L'Amour (Cap a l'amor) – poesia
- 1904 – L'Etre Double (El ser doble) – novel·la
- 1904 – Netsuké – novel·la

### Obres publicades sota el nom Hélène de Zuylen de Nyevelt, algunes de les quals atribuïdes parcialment a Renée Vivien)
- 1904 – Effeuillements (Desfullaments) – poesia
- 1905 – Copeaux (Copes) – col·lecció de poemes en prosa, històries i obres teatrals
- 1905 – L'Impossible sincérité (La sinceritat impossible) - obra teatral
- 1905 – Comédie dans un jardin (Comèdia en un jardí) – Obra teatral d'un acte executada en el Teatre del Club Francès d'Automobilisme Théâtre de l'Automobile Club de France l'11 de desembre de 1905.
- 1907 – Le Chemin du souvenir (El camí del record) – obra teatral
- 1910 – L'Inoubliée (La no oblidada) – Sèrie de contes en homenatge a Renée Vivien.

### Obres publicades sota el nom de Hélène de Zuylen de Nyevelt considerades com a treball individual)
- 1906 – La Mascarade Interrompue (La mascarada interrompuda) – obra teatral
- 1908 – Béryl – obra teatral
- 1912 – La Dernière étreinte (L'última abraçada) – novel·la
- 1914 – L'Enjoleuse (El seductor) – novel·la